# Yūsuke Muta
Yūsuke Muta (japanisch 牟田 雄祐 Muta Yūsuke; * 20. September 1990 in Fukuoka) ist ein japanischer Fußballspieler.

## Karriere
Muta erlernte das Fußballspielen in der Schulmannschaft der Chikuyo Gakuen High School und der Universitätsmannschaft der Fukuoka-Universität. Seinen ersten Vertrag unterschrieb er 2013 bei Nagoya Grampus. Der Verein aus Nagoya spielte in der höchsten japanischen Liga, der J1 League. Für Nagoya absolvierte er 56 Erstligaspiele. 2016 wechselte er zum Zweitligisten Kyoto Sanga FC. Für Sanga stand er sechsmal in der zweiten Liga auf dem Spielfeld. Im August 2017 wurde er an den FC Imabari ausgeliehen. 2018 kehrte er zu Kyoto Sanga FC zurück. 2020 wechselte er zum Drittligisten Iwate Grulla Morioka nach Morioka. Ende der Saison 2021 feierte er mit Iwate die Vizemeisterschaft und den Aufstieg in die zweite Liga. Nach nur einer Saison in der zweiten Liga musste er mit dem Verein am Ende der Spielzeit als Tabellenletzter wieder in die dritte Liga absteigen. Nach insgesamt 86 Ligaspielen und zwölf geschossenen Toren wechselte er zu Beginn der Saison 2023 zum ebenfalls in der dritten Liga spielenden FC Ryūkyū. Doch schon im folgenden Dezember wechselte der Japaner weiter zu Boeung Ket Angkor in die Cambodian Premier League. Hier stand er bis Ende 2024 unter Vertrag. Für Boeung Ket bestritt er 26 Erstligaspiele. Im Januar 2025 kehrte er nach Japan zurück. Hier schloss er sich seinem ehemaligen Verein Iwate Grulla Morioka an.

## Erfolge
Iwate Grulla Morioka
- Japanischer Drittligavizemeister: 2021  ▲